# 8064 Lisitsa
8064 Lisitsa (1978 RR) là một tiểu hành tinh vành đai chính được phát hiện ngày 1 tháng 9 năm 1978 bởi N. S. Chernykh ở Đài vật lý thiên văn Crimean.